# 하세촌 (미에현)
하세촌(波瀬村)은 미에현 이치시군에 설치되었던 촌이다. 현재의 쓰시에 해당한다.